# Clásico Dock Sud-San Telmo
El clásico entre Dock Sud y San Telmo (Inundados y Candomberos) es uno de los más tradicionales y considerados de alta peligrosidad del fútbol de ascenso en la República Argentina. El primer encuentro fue hace 103 años, el 24 de julio de 1921 con victoria a favor de Dock Sud por 1-0.

## Historia
San Telmo fue fundado unos años antes que su rival de toda la vida, se afincó a partir de 1929 en la Isla Maciel y a partir de ahí, la rivalidad por la cercana vecindad, se agigantó.
El primer encuentro jugado entre ambos, fue un año antes, más precisamente el 24 de julio de 1921 en cancha de San Telmo, siendo favorable el resultado para Dock Sud por 1-0, en su antiguo estadio de Azopardo y Garay.
Tras varios años sin cruzarse por transitar diferentes categorías y post desafiación de San Telmo, recién en 1943 se vieron las caras, un 22 de junio, en que San Telmo recientemente ascendido a Primera "B", lo goleó en cancha de su vecino por 4-1 con goles de Irigoyen en tres oportunidades y Strah la restante.
Una singular paridad surgió en esta nueva etapa del fútbol, en el amateurismo, el Docke, fue el que estuvo arriba en el historial, en el profesionalismo se registra una mayor paridad, con 16 triunfos para Dock Sud, 15 para San Telmo y 30 empates. El 4 de agosto de 1990, fue la fecha de la última visita del Docke a la Isla, ese día igualaron en un tanto por bando, goles de Silvio Duarte para el Docke y Martin (Lute) Castiñeira para el candombero de ahí en más, San Telmo tuvo que apelar a otros escenarios para recibirlo, porque así lo determinaron los organismos de seguridad, hasta el 29 de abril de 2014 fecha en que se volvió a jugar el clásico en la Isla Maciel que terminó igualado en cero.
Catorce años estuvieron sin enfrentarse entre ambos, el último partido antes de este prolongado lapso, se llevó a cabo en El Porvenir el 25 de abril de 1999, donde San Telmo con gol de Facundo Trigueros se impuso por 1-0, esa temporada el Docke descendió de la Primera B Metropolitana a la Primera C y no se volvieron a enfrentar hasta mucho tiempo después.
Volvieron a cruzarse tras el descenso de San Telmo a la Primera C luego de 14 años, en noviembre de 2013 en un partido en el que empataron 1-1 con goles de Perassi para el candombero y Rodríguez para Dock Sud, luego de este cotejo jugaron cinco partidos más (siempre en la Primera C) en los cuales se registraron dos victorias para Dock Sud, una para San Telmo y tres empates.

## La rivalidad
"Mañana se jugará el primero de los dos clásicos entre Dock Sud y San Telmo, uno de los más peligrosos del fútbol argentino por la rivalidad entre las barriadas de Dock Sud y la Isla Maciel. Será por las semifinales del torneo de Primera C por un ascenso a la B Metropolitana.
Además, se dispuso un operativo de seguridad con la jefatura distrital de Avellaneda para custodiar los barrios, apenas divididos por la Autopista Buenos Aires La Plata.
El 10 de noviembre último hubo un enfrentamiento a tiros entre los barras de ambos clubes que terminó con dos muertos".TN, 25 de noviembre de 2014. 

## Tabla comparativa
- Actualizado hasta febrero de 2024.

| Observaciones               |                         |                         |
| --------------------------- | ----------------------- | ----------------------- |
| Nombre completo             | Club Sportivo Dock Sud  | Club Atlético San Telmo |
| Fecha de fundación          | 1 de septiembre de 1916 | 5 de marzo de 1904      |
| Apodo                       | Docke                   | Candombero              |
| Temporadas                  |                         |                         |
| Total en AFA                | 110                     | 101                     |
| en Primera División         | 7                       | 1                       |
| en Segunda División         | 45                      | 37                      |
| en Tercera División         | 28                      | 50                      |
| en Cuarta División          | 27                      | 13                      |
| en Quinta División          | 3                       | 0                       |
| sin disputar                | -                       | 10                      |
| Títulos                     |                         |                         |
| Total en AFA                | 7                       | 4                       |
| Títulos en Primera División | 1                       | 0                       |
| Títulos en Segunda División | 2                       | 0                       |
| Títulos en Tercera División | 1                       | 3                       |
| Títulos en Cuarta División  | 2                       | 1                       |
| Títulos en Quinta División  | 1                       | -                       |

## Historial
- Actualizado hasta el 15 de septiembre de 2015 (Dock Sud 1-2 San Telmo).

| Torneos         | Partidos jugados | Ganados por | Ganados por | Empatados | Goles de | Goles de |
| --------------- | ---------------- | ----------- | ----------- | --------- | -------- | -------- |
| Dock Sud local  | 34               | 11          | 8           | 11        | 37       | 30       |
| San Telmo local | 34               | 12          | 9           | 13        | 44       | 41       |
| Neutral         | 3                | 0           | 2           | 1         | 6        | 5        |
| Total           | 71               | 24          | 17          | 30        | 87       | 76       |

## Partidos oficiales
Resultados registrados en todos los torneos oficiales de AFA.
| #  | Torneo            | Ronda          | Estadio                    | Local     | Resultado | Visitante | Goles (L)                                   | Goles (V)                        |
| -- | ----------------- | -------------- | -------------------------- | --------- | --------- | --------- | ------------------------------------------- | -------------------------------- |
| 1  | Intermedia 1921   | ?              | Ant. San Telmo             | San Telmo | 0-1       | Dock Sud  |                                             | Messina                          |
| 2  | Primera B 1928    | 3              | Dock Sud                   | Dock Sud  | 2-0       | San Telmo | Rodríguez; Gómez                            |                                  |
| 3  | Primera B 1928    | 22             | Ant. Sportivo Buenos Aires | San Telmo | 3-2       | Dock Sud  | De Mare; Esponda (2)                        | Bottín; Rodríguez                |
| 4  | Primera B 1929    | 11             | ?                          | Dock Sud  | 2-0       | San Telmo | Pangrassi; Mendiburú                        |                                  |
| 5  | Primera B 1930    | 4              | ?                          | Dock Sud  | 2-1       | San Telmo | Flotta; Scarcella (p)                       | Calvo                            |
| 6  | Primera B 1931    | 20             | ?                          | San Telmo | 0-3       | Dock Sud  |                                             | Calabrese (2); Urbano Panigrassi |
| 7  | Primera B 1932    | 6              | Dock Sud                   | Dock Sud  | 3-0       | San Telmo | Urbano Panigrassi; Cruz (2)                 |                                  |
| 8  | Primera B 1932    | 21             | San Telmo                  | San Telmo | 1-3       | Dock Sud  | Díaz                                        | Urbano Panigrassi (2)            |
| 9  | Primera B 1957    | 12             | Dock Sud                   | Dock Sud  | 1-4       | San Telmo | Raffo                                       | Irigoyen (3); Estrach            |
| 10 | Primera B 1957    | 29             | San Telmo                  | San Telmo | 1-4       | Dock Sud  | Irigoyen                                    | Alfano (p); Molnar (3)           |
| 11 | Primera B 1958    | 14             | San Telmo                  | San Telmo | 2-2       | Dock Sud  | Fedroczuk; Sirotta                          | Alfano (2, 1p)                   |
| 12 | Primera B 1958    | 31             | Dock Sud                   | Dock Sud  | 1-0       | San Telmo | Alfano (p)                                  |                                  |
| 13 | Primera B 1962    | 1              | Dock Sud                   | Dock Sud  | 1-4       | San Telmo | Milne                                       | Andretta; Pozzi (2); Vigo        |
| 14 | Primera B 1962    | 18             | San Telmo                  | San Telmo | 2-3       | Dock Sud  | Vigo; Senés                                 | Salazar (2); Villalba            |
| 15 | Primera B 1963    | 7              | Dock Sud                   | Dock Sud  | 0-0       | San Telmo |                                             |                                  |
| 16 | Primera B 1963    | 23             | San Telmo                  | San Telmo | 2-0       | Dock Sud  | Vanoni; Poggi                               |                                  |
| 17 | Primera B 1964    | 9              | Dock Sud                   | Dock Sud  | 1-2       | San Telmo | Ruggeri; Tomino                             | Bieladinovich                    |
| 18 | Primera B 1964    | 20             | San Telmo                  | San Telmo | 0-0       | Dock Sud  |                                             |                                  |
| 19 | Primera B 1964    | 11             | San Telmo (neutral)        | San Telmo | 2-2       | Dock Sud  | Olmedo; Montes                              | Mallo; Justich                   |
| 20 | Primera B 1965    | 2              | Dock Sud                   | Dock Sud  | 0-0       | San Telmo |                                             |                                  |
| 21 | Primera B 1965    | 24             | San Telmo                  | San Telmo | 0-2       | Dock Sud  |                                             | Justich; Mallo                   |
| 22 | Primera B 1966    | 7              | Dock Sud                   | Dock Sud  | 0-0       | San Telmo |                                             |                                  |
| 23 | Primera B 1966    | 28             | San Telmo                  | San Telmo | 0-0       | Dock Sud  |                                             |                                  |
| 24 | Primera B 1968    | 18             | Arsenal                    | Dock Sud  | 0-1       | San Telmo |                                             | Rodrigo                          |
| 25 | Primera B 1968    | 5              | San Telmo                  | San Telmo | 0-0       | Dock Sud  |                                             |                                  |
| 26 | Primera B 1968    | 15             | Arsenal                    | Dock Sud  | 0-2       | San Telmo |                                             | Monteleone; Calabró              |
| 27 | Primera B 1969    | 10             | San Telmo                  | San Telmo | 2-0       | Dock Sud  | Monteleone; Miguelez                        |                                  |
| 28 | Primera B 1974    | 1              | San Telmo                  | San Telmo | 2-2       | Dock Sud  | Cioffi (2)                                  | Gómez; Taborda                   |
| 29 | Primera B 1974    | 10             | Dock Sud                   | Dock Sud  | 1-1       | San Telmo | Fernández                                   | Cioffi                           |
| 30 | Primera B 1974    | 9              | Dock Sud                   | Dock Sud  | 0-1       | San Telmo |                                             | Pisapia (p)                      |
| 31 | Primera B 1974    | 18             | San Telmo                  | San Telmo | 0-1       | Dock Sud  |                                             | Taborda                          |
| 32 | Primera B 1975    | 8              | San Telmo                  | San Telmo | 2-2       | Dock Sud  | Taborda; Huguenet                           | Lichene (2)                      |
| 33 | Primera B 1975    | 27             | Dock Sud                   | Dock Sud  | 2-2       | San Telmo | Ramírez; Coronel (p)                        | Pizurica; Toborda                |
| 34 | Primera C 1979    | 15             | Dock Sud                   | Dock Sud  | 0-0       | San Telmo |                                             |                                  |
| 35 | Primera C 1979    | 34             | San Telmo                  | San Telmo | 0-0       | Dock Sud  |                                             |                                  |
| 36 | Primera C 1980    | 15             | Dock Sud                   | Dock Sud  | 3-3       | San Telmo | Mendiburú; Malica; Caffaso                  | Alderete (2); Comerci            |
| 37 | Primera C 1980    | 38             | San Telmo                  | San Telmo | 0-1       | Dock Sud  |                                             | Mendiburú                        |
| 38 | Primera C 1981    | 11             | Dock Sud                   | Dock Sud  | 0-0       | San Telmo |                                             |                                  |
| 39 | Primera C 1981    | 30             | San Telmo                  | San Telmo | 4-1       | Dock Sud  | Gutiérrez; Mazzeo (2); Mendiburú            | Igarzabal                        |
| 40 | Primera C 1982    | 19             | Dock Sud                   | Dock Sud  | 1-1       | San Telmo | Oyola                                       | Báez                             |
| 41 | Primera C 1982    | 38             | San Telmo                  | San Telmo | 4-2       | Dock Sud  | Magliano; Rojas; Landolfi; Orellana         | Mendiburú (2, 2p)                |
| 42 | Primera C 1983    | 17             | Dock Sud                   | Dock Sud  | 0-0       | San Telmo |                                             |                                  |
| 43 | Primera C 1983    | 36             | San Telmo                  | San Telmo | 4-1       | Dock Sud  | Hugo Flores; Sergio González (2); Belingeri | Riera y Fassione                 |
| 44 | Primera C 1985    | 16             | Excursionistas             | San Telmo | 2-3       | Dock Sud  | Sergio González (2)                         | Fassione; Grosso; Lamadrid       |
| 45 | Primera C 1985    | 35             | Dock Sud                   | Dock Sud  | 2-0       | San Telmo | Luis Sosa (2, 1p)                           |                                  |
| 46 | Primera C 1986    | FE ida         | Defensores de Belgrano     | San Telmo | 1-1       | Dock Sud  | Báez                                        | Correa                           |
| 47 | Primera C 1986    | FE vuelta      | Arsenal                    | Dock Sud  | 3-2       | San Telmo | Sosa (p); Torres; Geradi                    | Locatelli; Aragón (p)            |
| 48 | Primera C 1987/88 | 13             | Dock Sud                   | Dock Sud  | 1-0       | San Telmo | Lescano                                     |                                  |
| 49 | Primera C 1987/88 | 32             | San Telmo                  | San Telmo | 2-1       | Dock Sud  | Rojas; Pantano                              | Bogado                           |
| 50 | Primera C 1988/89 | 12             | Arsenal                    | Dock Sud  | 1-1       | San Telmo | Silva                                       | Rubén Pereyra                    |
| 51 | Primera C 1988/89 | 30             | Barracas Central           | San Telmo | 1-1       | Dock Sud  | Gustavo López                               | Silva                            |
| 52 | Primera C 1989/90 | 18             | Dock Sud                   | Dock Sud  | 1-1       | San Telmo | Cuffone                                     | Montiel                          |
| 43 | Primera C 1989/90 | 36             | San Telmo                  | San Telmo | 1-2       | Dock Sud  | Bresciani                                   | Duarte; Cufone                   |
| 54 | Primera C 1990/91 | 4              | San Telmo                  | San Telmo | 1-1       | Dock Sud  | Smaldone                                    | Luna                             |
| 55 | Primera C 1990/91 | 22             | Dock Sud                   | Dock Sud  | 1-1       | San Telmo | Zabatta                                     | Espinoza                         |
| 56 | Primera C 1991/92 | 9              | Dock Sud                   | Dock Sud  | 4-0       | San Telmo | Mazzoni (3); Gauna                          |                                  |
| 57 | Primera C 1991/92 | 25             | Talleres                   | San Telmo | 0-0       | Dock Sud  |                                             |                                  |
| 58 | Primera C 1991/92 | TR - F ida     | Independiente              | Dock Sud  | 0-0       | San Telmo |                                             |                                  |
| 59 | Primera C 1991/92 | TR - F vuelta  | Racing                     | San Telmo | 0-2       | Dock Sud  |                                             | Orellano; Ortega                 |
| 60 | Primera C 1996/97 | Ap. 6          | Racing                     | San Telmo | 1-1       | Dock Sud  | Fredy Vera                                  | Trapes                           |
| 61 | Primera C 1996/97 | Cl. 6          | Dock Sud                   | Dock Sud  | 2-0       | San Telmo | Volpe (2)                                   |                                  |
| 62 | Primera C 1997/98 | Ap. 9          | El Porvenir                | San Telmo | 3-1       | Dock Sud  | Lisa; Cepeda; Pontelli                      | Orellano                         |
| 63 | Primera C 1997/98 | Cl. 9          | Dock Sud                   | Dock Sud  | 2-0       | San Telmo | Candedo; Zaya                               |                                  |
| 64 | Primera C 1998/99 | Ap. 7          | Dock Sud                   | Dock Sud  | 0-2       | San Telmo |                                             | Ferrari; López (e/c)             |
| 65 | Primera C 1998/99 | Cl. 7          | El Porvenir                | San Telmo | 1-0       | Dock Sud  | Trigueros                                   |                                  |
| 66 | Primera C 2013/14 | 15             | Dock Sud                   | Dock Sud  | 1-1       | San Telmo | Rodríguez                                   | Perassi                          |
| 67 | Primera C 2013/14 | 35             | San Telmo                  | San Telmo | 0-0       | Dock Sud  |                                             |                                  |
| 68 | Primera C 2014    | TR - SF ida    | Fénix                      | Dock Sud  | 1-0       | San Telmo | Ramírez                                     |                                  |
| 69 | Primera C 2014    | TR - SF vuelta | Fénix                      | San Telmo | 0-2       | Dock Sud  |                                             | Lucas Rodríguez; Miranda Moreira |
| 70 | Primera C 2015    | 11             | Talleres                   | San Telmo | 0-0       | Dock Sud  |                                             |                                  |
| 71 | Primera C 2015    | 30             | Sportivo Italiano          | Dock Sud  | 1-2       | San Telmo | Miranda Moreira                             | Galeano; Martínez                |

## En ambos clubes
- Hebe Auditore[9]
- Norberto Castro [10]
- Hugo González Silva [11]
- Gabriel Herrera[12]
- Nicolás Kissner[13]
- Roberto Minutti[14]
- Diego Rodríguez[15]
- Héctor Teri[16]